# Samsung YP-CP3
Samsung YP-СP3 — портативный мультимедийный проигрыватель компании Samsung Electronics.
В плеере есть разъем miniUSB, и с помощью стандартного кабеля его можно подсоединить к компьютеру. Поддерживается MTP или UMS (в зависимости от региона). При подсоединении к компьютеру аккумулятор заряжается. Ёмкость встроенного Li-Pol аккумулятора составляет 810 мА·ч.
В плеере также есть слот для карт памяти microSD (совместим с microSDHC).
Не нужна предварительная конвертация видео. Плеер может воспроизводить видео с разрешением до 640x480 пикселей.
Поддерживаемые форматы:
- Аудио: MP3, WMA, Ogg, FLAC, WAV, RM
- Видео: AVI/SVI, RM/RMVB, WMV
- Изображение: JPEG, BMP, PNG, GIF
- Текст: TXT

В комплект поставки входят:
- Плеер
- Наушники-вкладыши
- USB-кабель
- Инструкция по эксплуатации